# موتاكسامل
بلدية موتاكسامل (بالإسبانية: Mutxamel)‏, هي بلدية تقع في مقاطعة اليكانتي. جنوب شرق إسبانيا. يبلغ عدد سكانها 19.264 نسمة.